# Lobocleta ossularia
Lobocleta ossularia là một loài bướm đêm trong họ Geometridae.